# Ferdinand Raimund
Ferdinand Raimund (Vienna, 1º giugno 1790 – Pottenstein, 5 settembre 1836) è stato un drammaturgo austriaco.

## Biografia
Di umilissime origini, scoprì ben presto la sua vocazione teatrale. Fece parte di compagnie nomadi e giunse nel 1817 al Leopoldstädter Theater dove rimase fino al 1830.

Le sue complesse vicende sentimentali e la sua natura emotiva, unite ai disagi fisici della vita teatrale (dopo il 1830 non volle più far parte di compagnie teatrali stabili), logorarono la sua fibra nervosa, portandolo al suicidio.
Già nel 1823 Raimund aveva esordito come scrittore drammatico, insoddisfatto delle parti che venivano create per lui. Come autore, nella tradizione della commedia popolare viennese, scrisse anche delle fiabe drammatiche. Nei suoi lavori fu ispirato dal drammaturgo e letterato Joseph Alois Gleich.

## Opere

### Fiabe drammatiche
- Das Madchen aus der Feenwelt oder Der Bauer als Millionar - (La ragazza della fiaba ovvero il contadino milionario; del 1826).
- Der Alpenkonig und der Menschenfeind - (Il re delle Alpi e il misantropo; del 1829).
- Der Verschwender - (Il dissipatore; del 1834).

### Fiabe a programma
- Die gefesselte Phantasie - (La fantasia incatenata; del 1828), che per l'alto concetto della poesia che vi è espresso esula in parte dal resto della sua produzione.